# Acraea butleri
Acraea butleri är en fjärilsart som beskrevs av Aurivillius 1898. Acraea butleri ingår i släktet Acraea och familjen praktfjärilar. Inga underarter finns listade i Catalogue of Life.